# Kosel

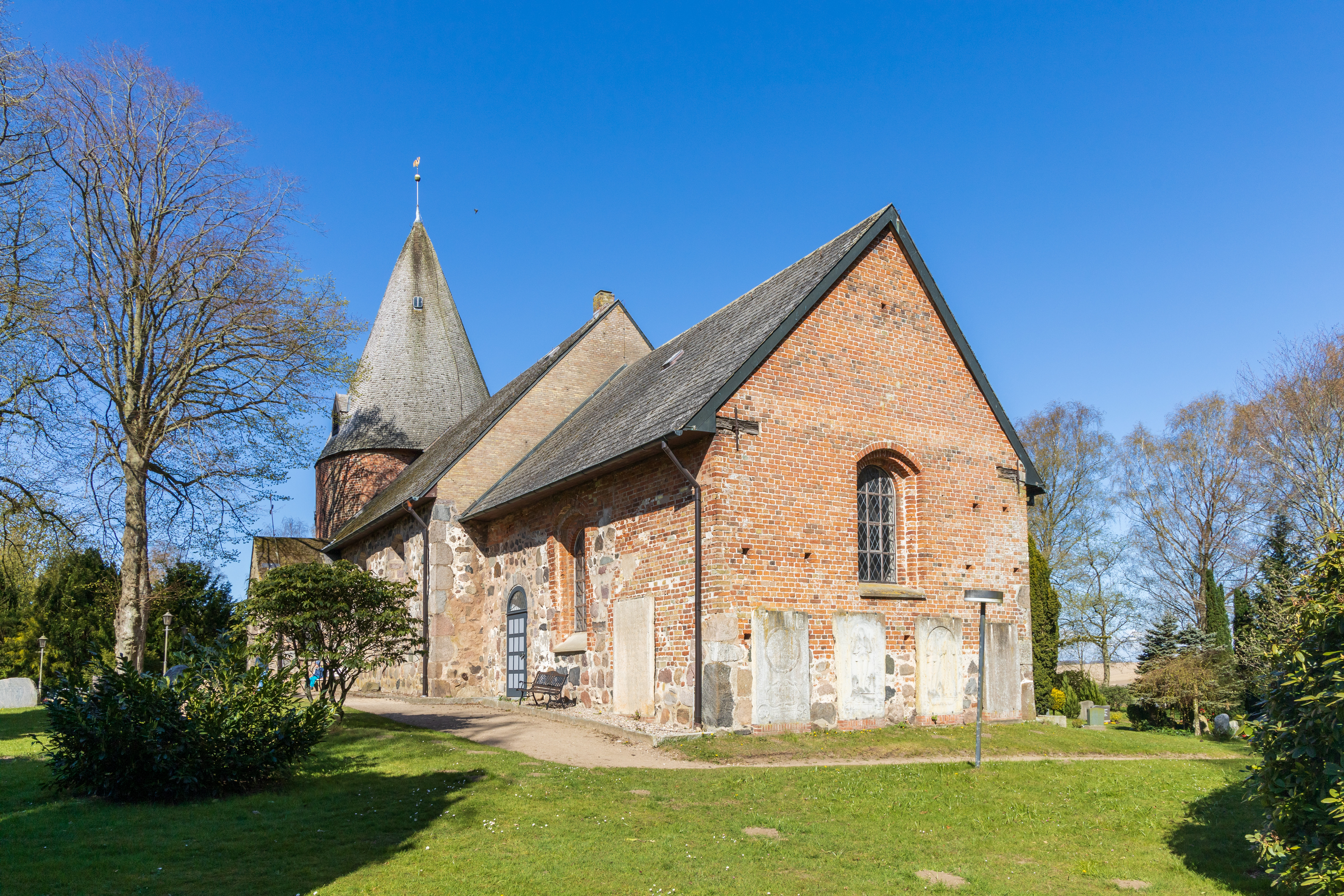
Rundturmkirche St. Laurentius

Kosel (dänisch Koslev, die historische Namensform) ist eine Gemeinde in Schwansen im Kreis Rendsburg-Eckernförde in Schleswig-Holstein. Die Gemeinde besteht in ihrer heutigen Form seit 1977, als sie mit dem bis dahin eigenständigen Bohnert zusammengelegt wurde, und umfasst neben Kosel und Bohnert die Orte Hülsen, Lundshof, Missunde, Ornum und Weseby.

## Geographie und Verkehr
Kosel liegt etwa 5 km nordwestlich von Eckernförde direkt an der Schlei. Die Bundesstraße 76 von Eckernförde nach Schleswig führt durch das Gemeindegebiet. Bahnanschluss besteht in Eckernförde und Rieseby. Südlich von Kosel liegt der Bültsee.

## Geschichte
Das Gemeindegebiet ist bereits seit der Jungsteinzeit besiedelt. Außerdem wurden im Gemeindegebiet zwei Wikingersiedlungen mit Grubenhäusern und Pfostenhäusern aus der Zeit zwischen dem 9. und dem 11. Jahrhundert sowie das dazugehörige Gräberfeld gefunden.

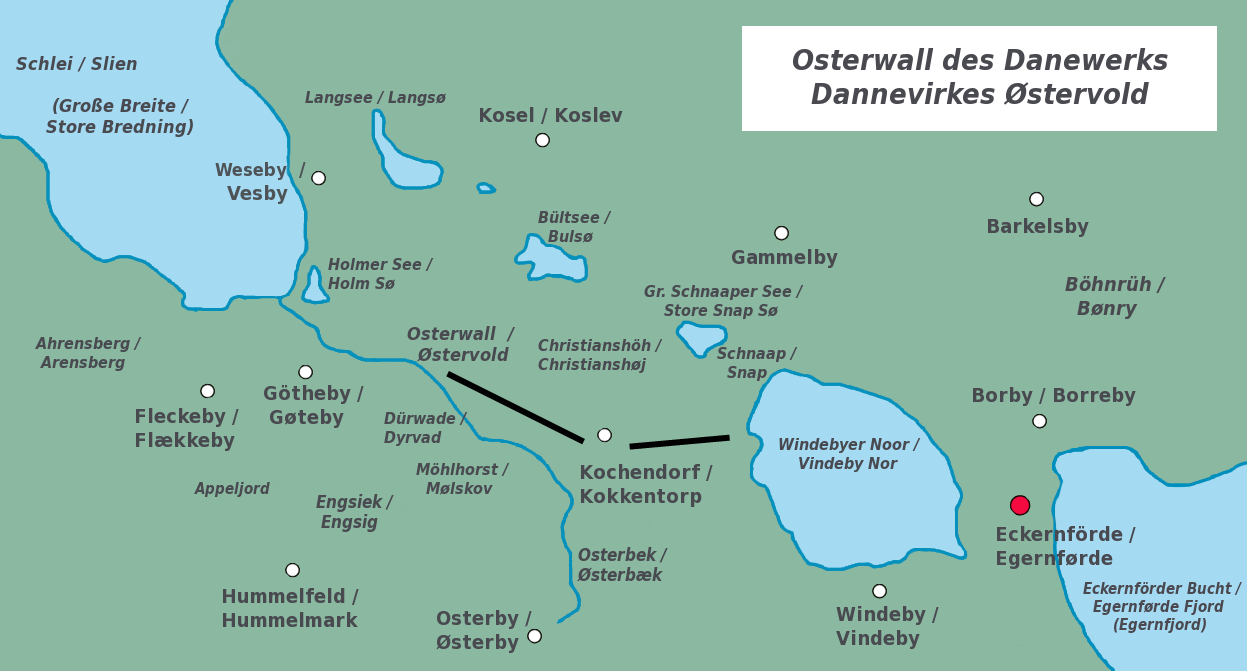
Verlauf des Osterwalls südwestlich von Kosel

Seit dem Mittelalter lag Kosel, dessen Laurentius-Kirche in das 12. Jahrhundert zurückgeht, am Südrand dänischer Besiedlung in Jütland. Der Osterwall, Teil des Befestigungssystems Danewerk, verläuft einige Kilometer südlich von der Schlei zum Windebyer Noor/Eckernförder Bucht. In den mittelalterlichen Quellen ab dem 12. Jahrhundert gehörte Cosleve zum Bistum Schleswig, das es als Lehen vergab. Im 15. Jahrhundert gehörte es dem Schleswiger Domkapitel.
Die genaue Lage eines untergegangenen Dorfes Kiel (Bezeichnung im 15. Jahrhundert) bzw. Kielfoeth (Bezeichnung im 17. Jahrhundert) auf heutigem Koseler Gebiet ist nicht bekannt, es könnte aber im Bereich der heutigen Landzunge Kielfoot nördlich von Weseby gelegen haben. Kiel wurde zusammen mit Weseby 1465 an das Schleswigsche Domkapitel verkauft; anschließend (1770, 1776) gab es Vergleichsvereinbarungen über die genaue Grenzziehung zwischen Kosel, Weseby und Kiel.
Als zu Beginn der Neuzeit in großen Teilen Schleswigs die Gutswirtschaft ausgeweitet wurde, Dörfer aufgehoben wurden und die bäuerliche Bevölkerung der Leibeigenschaft verfiel, blieb das Dorf Kosel als einzige Gemarkung in Schwansen davon ausgenommen, weil es nach der Reformation aus kirchlichem in königlichen Besitz übergegangen war, und bewahrte sich dadurch das Gepräge eines Bauerndorfes.
Die Gemeinde hieß ursprünglich Kosel-Weseby. Das genaue Datum der Umbenennung ist unbekannt. In den Gemeindeverzeichnissen vor 1919 wird die Gemeinde mit dem ursprünglichen Namen bezeichnet.
Am 1. Januar 1977 wurde die Gemeinde Bohnert eingegliedert.

## Ortsteile

### Bohnert
Bohnert (dänisch Bonert, tlw. Bonum), das ab der zweiten Hälfte des 18. Jahrhunderts zum Gut Eschelsmark gehörte, wurde 1352 erstmals als Boner erwähnt. Später findet sich auch der Name Bonum. Der Ortsname steht mit dem germanischen *bon für weiß oder rein in Verbindung (vgl. auch blank). 1417 wurde durch den dänischen König Erich von Pommern bei Bohnert die Königsburg erbaut, von der jedoch nur noch die Burggräben erhalten sind. 1903 wurde eine Villa auf dem Gelände errichtet. Unweit der Königsburg befindet sich die kleine Halbinsel Finsterstern (Den mørke Stjerne), auf der im Mittelalter eine Kapelle in Andenken an den Mord an König Erik IV. 1250 gestanden haben soll. Außerhalb des Ortskerns befinden sich die Siedlungen Bohnertfeld und Hülsen. Hülsen ist eine frühere Kätnerstelle, die Flurbezeichnung (Hülse) weist auf Stechpalmen (vgl. auch die angeldänische Bezeichnung für Stechpalme hyffel bzw. høffel), vermutlich hat es hier früher einen Hülsenhain gegeben.

### Missunde
Der Fährort Missunde (dänisch Mysunde, vom mittelalterlichen nordischen Mjósund „schmale Schleienge“) liegt südlich der Schlei und war – vor allem, da er sich an der engsten Stelle der Schlei befindet – ein wichtiger und bis ins 19. Jahrhundert oft umkämpfter Ort.
Schon Mitte des 11. Jahrhunderts kam es hier zu mehreren sehr blutigen Auseinandersetzungen mit den Wenden aus Wagrien. Da diese Wenden, die östlich des heutigen Kiel siedelten, häufig Plünderungszüge gen Nordwesten unternahmen, wurde die Fährstelle wiederholt abgesichert. So finden sich in Brodersby – jenseits der Schlei in Angeln – Reste einer Burg und eines die Halbinsel mit dem Fähranleger abtrennenden Walles. Dieser wird ebenso wie der Verbindungswall des Danewerks bei Haithabu als Margarethenwall bezeichnet. Erstmals schriftlich erwähnt wurde Missunde 1115 unter dem Namen Versund (Fährsund).
Nachdem König Karl X. Gustav von Schweden 1656 gemeinsam mit Brandenburg die polnische Armee bei Warschau besiegt hatte, zogen seine Truppen durch Missunde, wo sie große Zerstörungen anrichteten. Im Großen Nordischen Krieg Anfang des 18. Jahrhunderts kam es wieder zu bewaffneten Auseinandersetzungen und Mitte des 19. Jahrhunderts wurde mehrmals um die Fährstelle gekämpft. Die Bewohner Missundes haben sich während dieser Kämpfe vermutlich auf die schwer zugänglichen Reste der Burg in Brodersby geflüchtet. Südlich des Ortes liegt eine Gedenkstätte zur Erinnerung an die Gefallenen der Gefechte von Missunde in den Jahren 1850 und 1864 (Gefecht von Missunde). Dort befindet sich das Ganggrab von Missunde.
Bis 1928 gehörte das Dorf zum Gutsbezirk Ornum. Heute ist der Ort, der rund 100 Einwohner zählt, touristisch geprägt. Im Ort gibt es einen Campingplatz; der schmale Sandstrand an der Schlei ist bei Badegästen beliebt.

#### Fährverbindung Missunde-Brodersby
Seit 1960 verbindet eine Grundseilfähre für Personen und Kraftfahrzeuge Missunde und Brodersby. 2003 wurde sie erneuert.
2023 sollte die Fähre Missunde II durch eine doppelt so große solarbetriebene Fähre ersetzt werden, die 2,5 Mio. Euro gekostet hat. Nach Anlieferung des Schiffes Missunde III wurde festgestellt, dass die Windlast der mit einem Dach versehenen neuen Fähre zu groß ist und sich durch die Dimensionierung der Antriebsanlage die Fahrzeit einer Überfahrt verdoppelt. Zudem müssen die schon umgebauten Anleger erneut ertüchtigt werden. Deshalb wurde die bereits verkaufte Missunde II für die Sommersaison 2024 zurückgeholt. Sie könnte danach weiter eingesetzt werden, müsste aber für rund 1,7 Mio. Euro nach den inzwischen geänderten Sicherheitsvorschriften der Europäischen Union aufgerüstet werden.

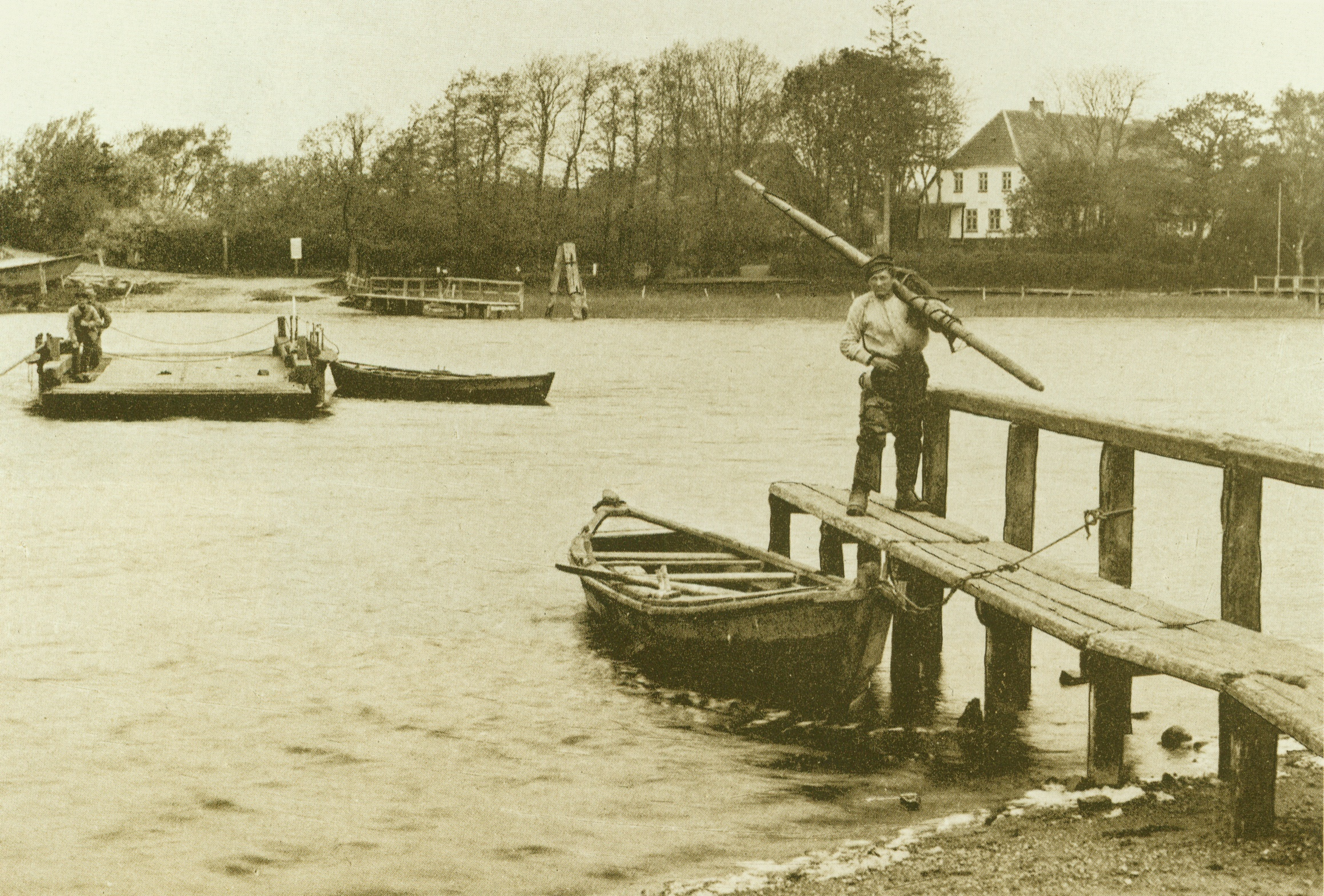
Schleifähre im Jahr 1894
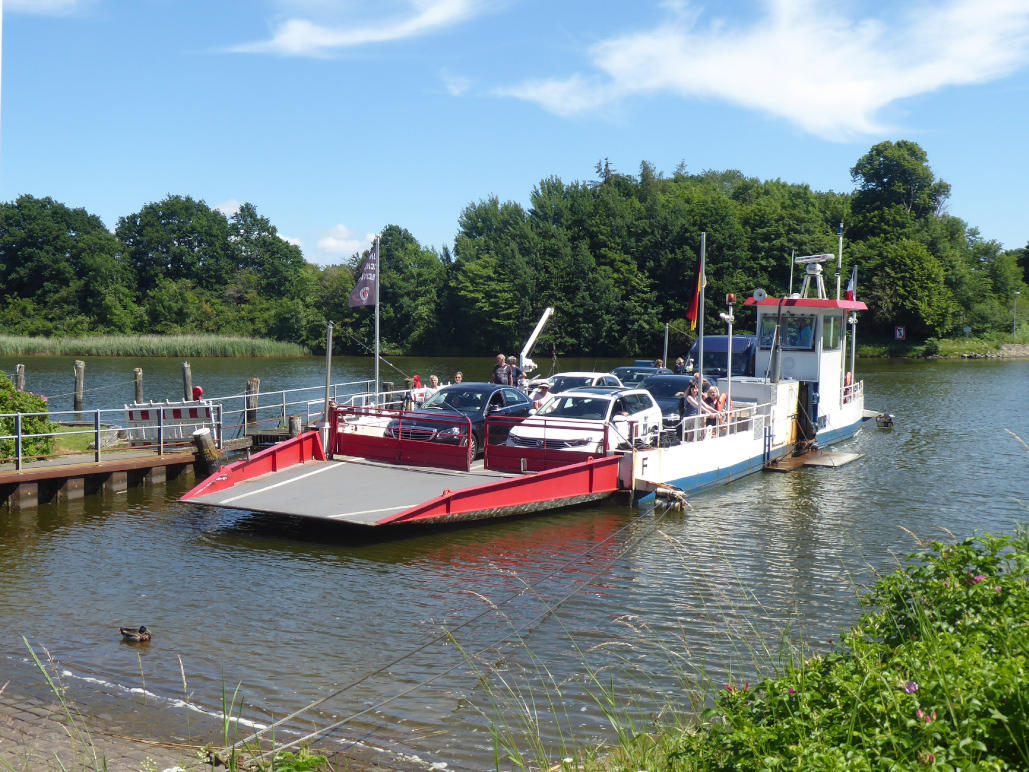
Schleifähre Missunde II (2020)
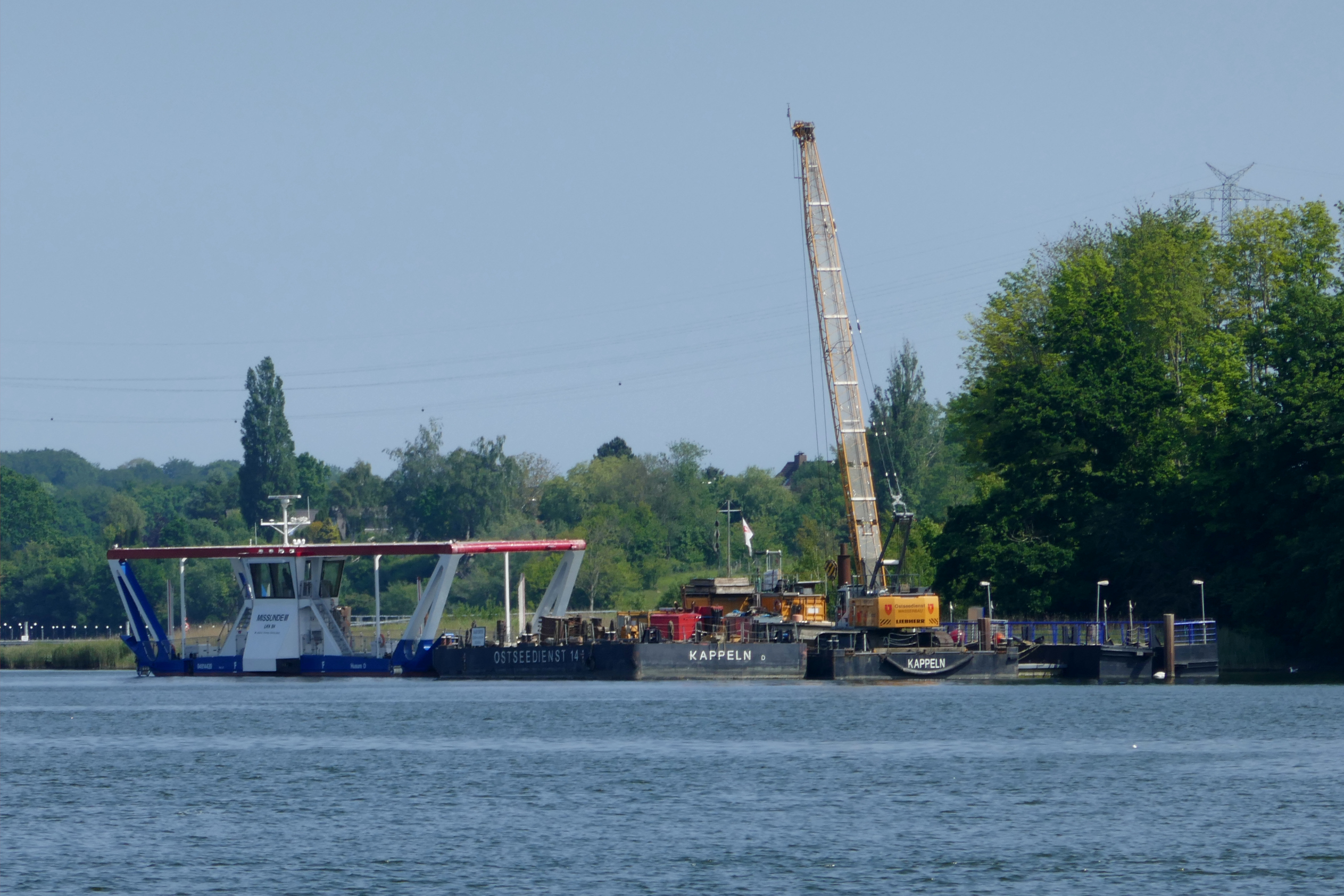
Missunde III – Liegeplatz Kappeln-Ellenberg (2024)

### Weseby
Der 1462 erstmals erwähnte Ort Weseby (dänisch Vesby, seltener Veseby) liegt direkt an der Großen Breite der Schlei. Der Ortsname verweist auf ein Sumpfgebiet (altnordisch veisa, altdänisch wesa). Nahe Weseby liegt Schoolbek (dänisch Skylbæk). Die Landzunge nördlich von Weseby (zwischen Großer Breite und dem Missund gelegen) heißt Kielfoot (dänisch Kilfod).

### Güter

#### Eschelsmark

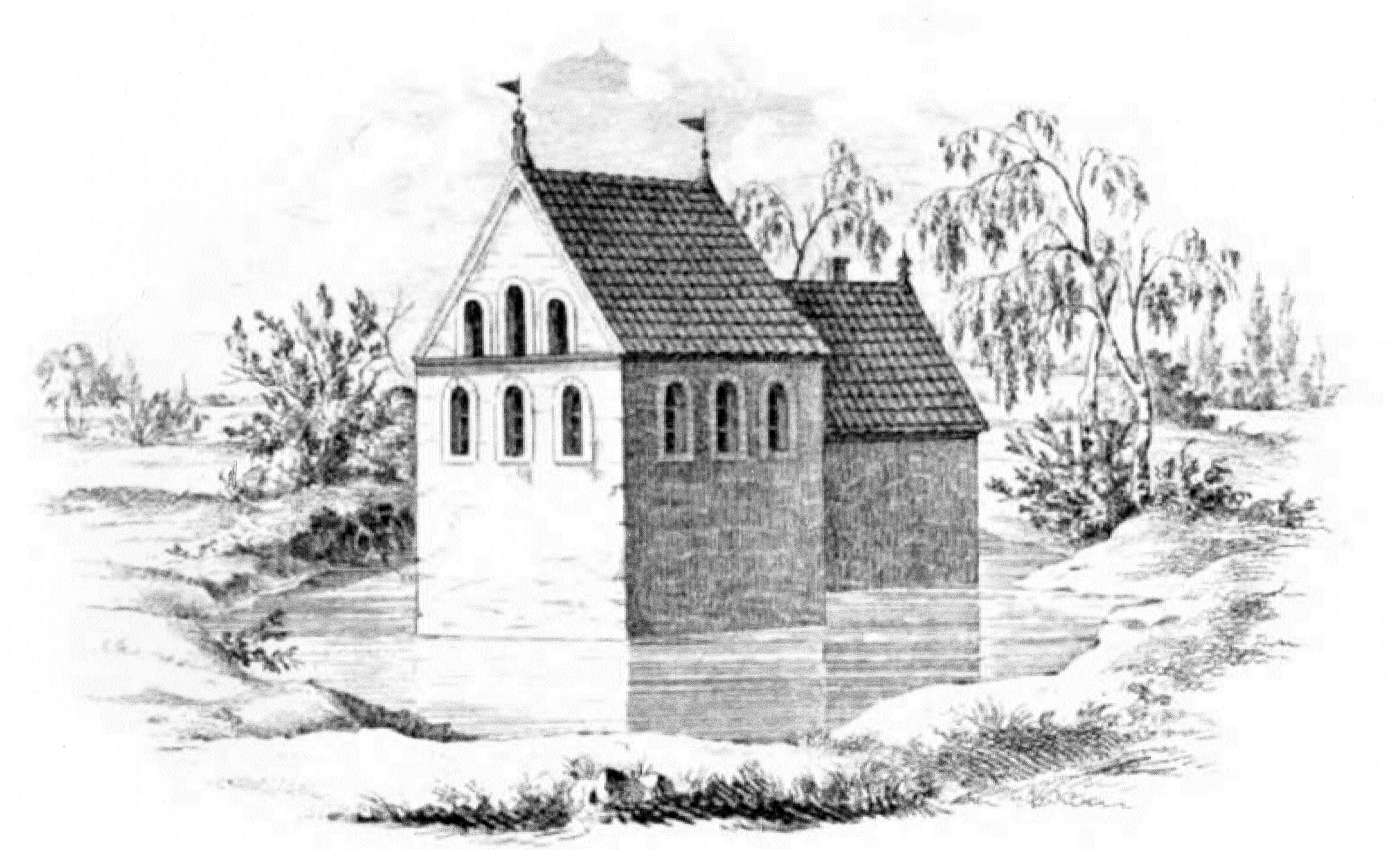
Der alte Edelhof Eschelsmark, Zeichnung aus dem Jahr 1862

Im 15. Jahrhundert haben Angehörige der Familie Wonsfleth einen Hof gebildet. Nach der Heirat 1543 von Hans von Rantzau und Margarethe von Ahlefeld zu Saxtorf stand es im wechselnden Eigentum, zumeist im Besitz von Adelsfamilien, wie der von Ahlefeldt, wie Conrad von Ahlefeldt und von Rantzau. Nach deren Verkauf von Gut Saxtorf auch im Besitz der von Stemann. 1786 wurde es von Friedrich August von Qualen erworben. Ab 1798 war es im Besitz von Niels Nicolai de Kløcker. 1863 erwarb es Caesar von Hildebrand, dessen Tochter Marianne von Hildebrand erbte das Gut und es war im Besitz von ihr und ihrem Ehemann  Friedrich Ludwig Wilhelm von Wedderkop. 1896 ging es an die Berenberg-Goßler, sodass Paul von Berenberg-Goßler, Sohn des Inhabers der Berenberg Bank Johann von Berenberg-Gossler, Gutsherr wurde.
Das Anfang des 17. Jahrhunderts gegründete Gut Eschelsmark (dänisch Eskilsmark oder Eskildsmark) wird landwirtschaftlich betrieben. Vom Herrenhaus ist nur noch der 1799 errichtete Keller erhalten. Der Ortsname verweist auf den nordischen Personennamen Eskil (altnordisch Áskell, entlehnt aus askr ≈ Esche). Gutsbesitzer Kellinghusen beteiligte sich 1920 am rechtsextremen Kapp-Putsch und führte ein Freikorps nach Eckernförde, um dort das Landratsamt und das Lehrerseminar zu besetzen.

#### Ornum
Ornum, am Ornumer Noor und der Schlei gelegen, war ursprünglich ein Dorf, das um 1530 in ein Gut umgewandelt wurde. Ab dem 17. Jahrhundert war es ein Meierhof von Eschelsmark. Ab 1835 war Jakob Christian Mylord (–1846) Gutsbesitzer auf Ornum. Dessen Witwe Julie Mylord ließ die 1864 während des Gefechts von Missunde abgebrannten Bauernkaten in Missunde wiederaufbauen, noch heute an der Inschrift „1864 JM“ an den Häusern erkennbar. Im 19. Jahrhundert sind mehrmals Gutsgebäude abgebrannt. Das Gut ist heute in Privatbesitz.
Der Ortsname wurde erstmals 1462 dokumentiert und kommt aus dem Altdänischen/Altnordischen und bezeichnet das aus der Allmende herausgenommene Land (altnordisch ór, altdänisch or≈(her)aus und altnordisch nema, altdänisch nima≈nehmen). In Ornum gibt es den Flurnamen Pesthöft, der darauf zurückzuführen ist, dass hier viele der 1744 an einer Rinderseuche verstorbenen Tiere vergraben wurden. Zwischen Ornum und Missunde liegt ferner Ornum Mühle (Ornum Mølle).

## Politik

### Gemeindevertretung
Von den 14 Sitzen in der Gemeindevertretung hatte die CDU seit der Kommunalwahl 2003 sieben Sitze, die Freie Wählergemeinschaft Kosel (FWK) vier, die SPD zwei und die Grünen einen.
2008 änderte sich die Anzahl der Sitze. Nunmehr hatten von den 13 Sitzen in der Gemeindevertretung die CDU acht Sitze, die FWK drei und die Grünen zwei. Die Sitzverhältnisse blieben nach der Wahl 2013 gleich. Durch die Kommunalwahl 2018 erhielt die CDU sieben Sitze, die Grünen vier und die FWK zwei. Bei der Kommunalwahl 2023 verlor die CDU ihre absolute Mehrheit. Sie erhielt 6 Sitze, die FWK kam auf 4 Sitze, während die Grünen drei Sitze erhielten.

### Wappen
Blasonierung: „Von Silber und Blau quadriert, in der Mitte überdeckt mit einem natürlich strukturierten, flachen roten Stein mit rundem Umriss, der die Zeichnung eines griechischen Kreuzes aufweist.“

### Partnerschaft
- La Mézière in der Bretagne (seit 1986)

## Wirtschaft
Durch die Lage an der Schlei und durch die sauberen Binnenseen im Gemeindegebiet ist Kosel ein Freizeitort, der an der Schlei mit der Marina Hülsen über einen Yachthafen verfügt.

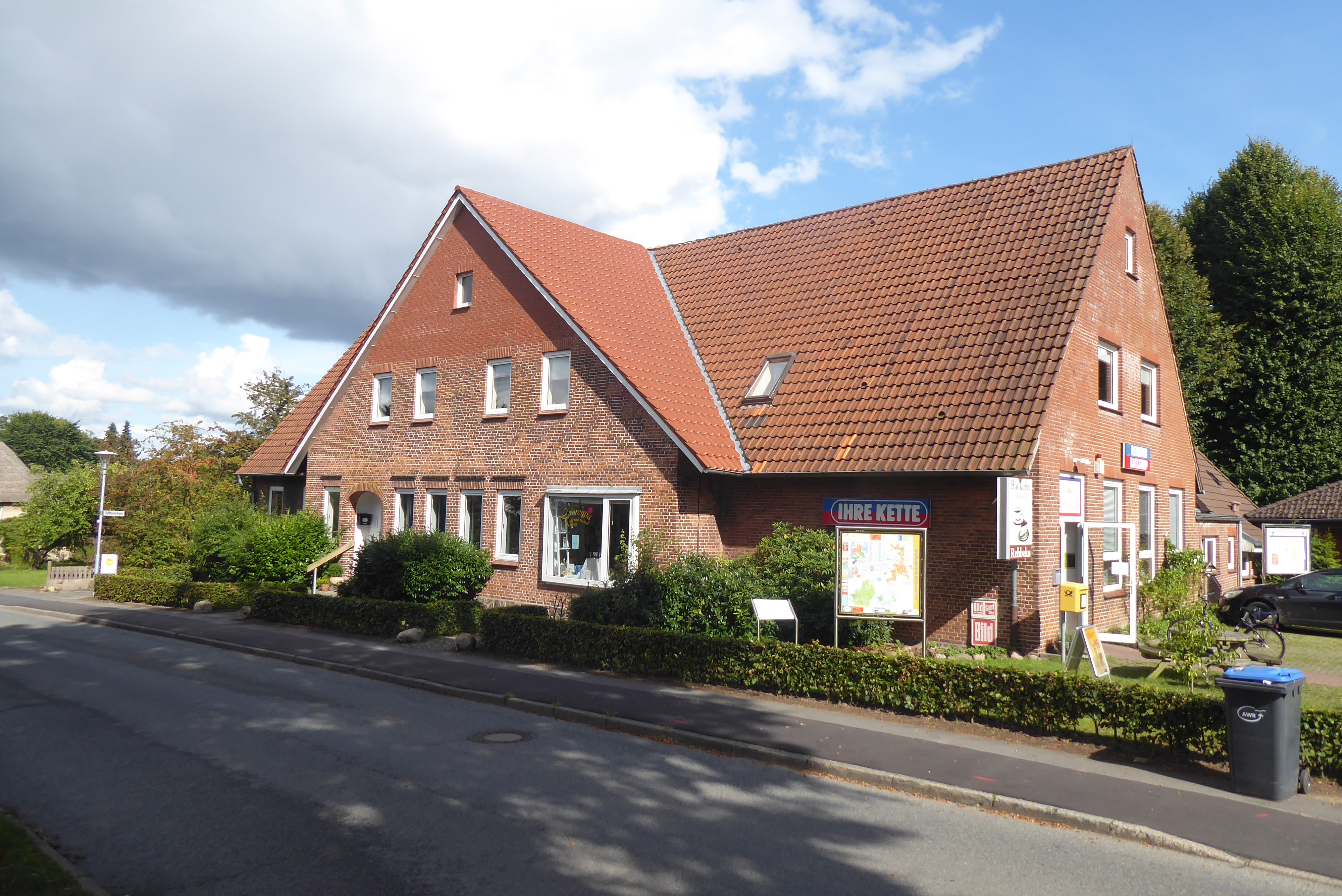
Ehemalige Schule

## Bildung
Von 1768 bis 1778 wirkte der Schreib- und Rechenmeister Jürgen Kroymann an der örtlichen Schule, die 1968 den Namen Jürgen-Kroymann-Schule erhielt. Ein Jahr später wurde der Schulbetrieb in Kosel eingestellt.

## Sehenswürdigkeiten

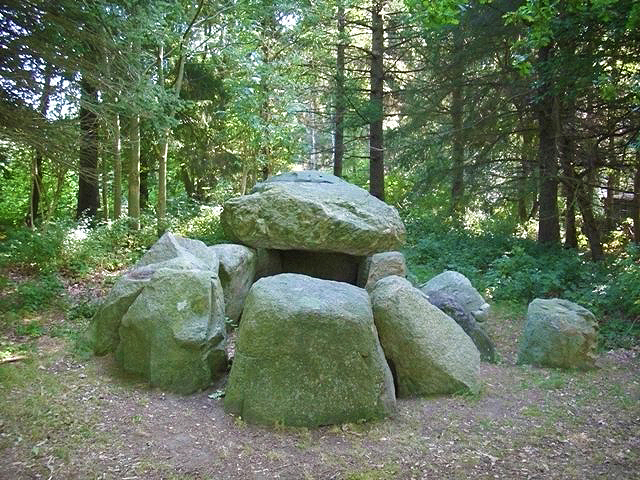
Ganggrab von Missunde

In der Liste der Kulturdenkmale in Kosel stehen die in der Denkmalliste des Landes Schleswig-Holstein eingetragenen Kulturdenkmale, darunter das Ganggrab von Missunde.

## Persönlichkeiten
- Walter von Hülsen (1863–1947), Offizier
- Curt von Wedderkop (1871–1938), Offizier
- Walter Nakonz (1887–1969), Bauingenieur und Industriemanager
- Jan-Friedrich Conrad (* 1964), Komponist, Publizist und Heilpraktiker für Psychotherapie[20]